# سندرم چایلد
همی دیسپلازی مادرزادی با اریترودرم ایکتیوزی و نقص اندام که به‌طور مخفف به نام سندرم چایلد (CHILD Syndrome) نیز شناخته می‌شود (همچنین به عنوان سندرم کودک شناخته می‌شود) یک اختلال ژنتیکی است که از بدو تولد شروع می‌شود و تقریباً منحصراً در زنان دیده می‌شود، نوعی بیماری با منشأ اختلال در متابولیسم استرول است. این اختلال مربوط به CPDX2 است و همچنین دارای ناهنجاری‌های پوستی و اسکلتی است که با مرزبندی تیز خط وسط ایکتیوز با حداقل درگیری خطی یا سگمنتال طرف مقابل نام اختصاری در سال ۱۹۸۰ معرفی شد

## علائم بالینی
در بیمار ضایعات پوستی ایکتیوزی یکطرفه با حدود مشخص در خط میانی تنه، اپی فیزهای منقوط (Punctate epiphysis) در سمت مبتلا در رادیوگرافی و نقائص اندام مشاهده می‌شود. این بیماری در مردان کشنده است.

## نقص آنزیم
نقص در کمپلکس آنزیمی ۳ بتا هیدروکسی استرول ۴ دمتیلاز.

## توارث ژنتیکی
وابسته به X غالب

## میزان بروز
ناشناخته.

## روش تشخیص
- استرولهای پلاسما یا فیبروبلاستها: ۴ متیل استرولها بالا.

## درمان
تجربی می‌باشد. در بیمارانی که کلسترول پائین یا ضایعات پوستی فعال دارند، ۵۰ تا ۱۵۰ میلی‌گرم به ازای هر کیلوگرم وزن بیمار کلسترول تجویز می‌شود.

## آزمون تشخیص قبل از تولد
ندارد.